# 손실 함수
통계학, 결정이론 및 경제학 분야에서 손실 함수(損失函數) 또는 비용 함수(費用函數)는 사건(기술적으로 표본 공간의 한 요소)을 그 사건과 관련된 경제적 손실을 표현하는 실수로 사상하는 함수이다.

## 예측 손실
손실 함수는 확률 변수의 정의를 만족하므로 누적 분포 함수와 예측치를 구할 수 있다.
예측 손실은
{\displaystyle \Lambda =\int _{-\infty }^{\infty }\!\!\lambda (x)\,f(x)\,\mathrm {d} x}
이며, 여기에서
- λ(x) = 손실 함수
- x = 연속 확률 변수
- f(x)= 확률 밀도 함수이다.

## 같이 보기
- 결정이론